# Verwaltungsgemeinschaft Emsetal
Die Verwaltungsgemeinschaft Emsetal lag im thüringischen Wartburgkreis. Sie wurde nach dem Tal der Emse benannt.

## Gemeinden
- Fischbach
- Schmerbach
- Schwarzhausen
- Winterstein

## Geschichte
Die Verwaltungsgemeinschaft wurde am 17. September 1991 gegründet. Die Auflösung erfolgte am 31. Dezember 1995. Mit Wirkung zum 1. Januar 1996 schlossen sich die Mitgliedsgemeinden zur neuen Gemeinde Emsetal zusammen.